# Sovinecko
Sovinecko je přírodní park na území Nízkého Jeseníku v Česku.

## Poloha
Nachází se v západní až jihozápadní části Nízkého Jeseníku, severozápadní výběžek zasahuje téměř k CHKO Jeseníky. Jihovýchodní výběžky klesají až k Hornomoravskému úvalu.

## Ochrana
Úkolem parku je zachovat typický ráz krajiny a lesní porosty se dřevinnou skladbou a strukturou podobnou původním lesním porostům, na které se váže mnoho zvláště chráněných rostlin a živočichů.